# Metropolitanato de Lituania
El metropolitanato de Lituania (en griego: Μητρόπολη της Λιθουανίας, en bielorruso: Літоўская мітраполія y en lituano: Lietuvos metropolija) fue una circunscripción eclesiástica de la Iglesia ortodoxa de Constantinopla en el Gran Ducado de Lituania. Se trataba de un metropolitanato bizantino, sede metropolitana de la provincia eclesiástica de Lituania. Fue suprimido en 1371.

## Territorio y organización
El metropolitanato extendía su jurisdicción sobre los fieles de rito bizantino residentes en el Gran Ducado de Lituania.
La sede del metropolitanato se encontraba en la ciudad de Novogrúdok (también llamada Navahrudak), en Bielorrusia, en donde se halla la iglesia de los Santos Boris y Gleb, que fue su catedral. En 1596 pasó a la Iglesia greco-católica ucraniana y en 1860 fue abandonada al ser prohibida en el Imperio ruso esta Iglesia. Posteriormente se convirtió en una iglesia ortodoxa, que tras la Segunda Guerra Mundial fue confiscada por el Estado soviético, y desde 1991 es la catedral de la eparquía de Novogrúdok del exarcado de Bielorrusia de la Iglesia ortodoxa rusa.
El metropolitanato tenía como sufragáneas a las eparquías de Pólotsk, Vítebsk y Mścisław y Pinsk y Túrov.
Para ayudar a legitimar sus anexiones y vincular más estrechamente a sus nuevos súbditos con el estado, los poderes reales favorecieron la erección de un metropolitanato para los habitantes del gran ducado. Para evitar la posibilidad de que el estado pasara a la Santa Sede, los jerarcas con sede en Moscú apoyaron posteriormente la erección del metropolitanato como el menor de dos males. A lo largo de la existencia del metropolitanato, los metropolitanos lucharon por el control religioso de las eparquías de la Rus de Kiev con los poderes seculares y religiosos en el Reino de Galicia-Volinia, el Principado de Tver y el Gran Ducado de Moscú.

## Historia

### Antecedentes

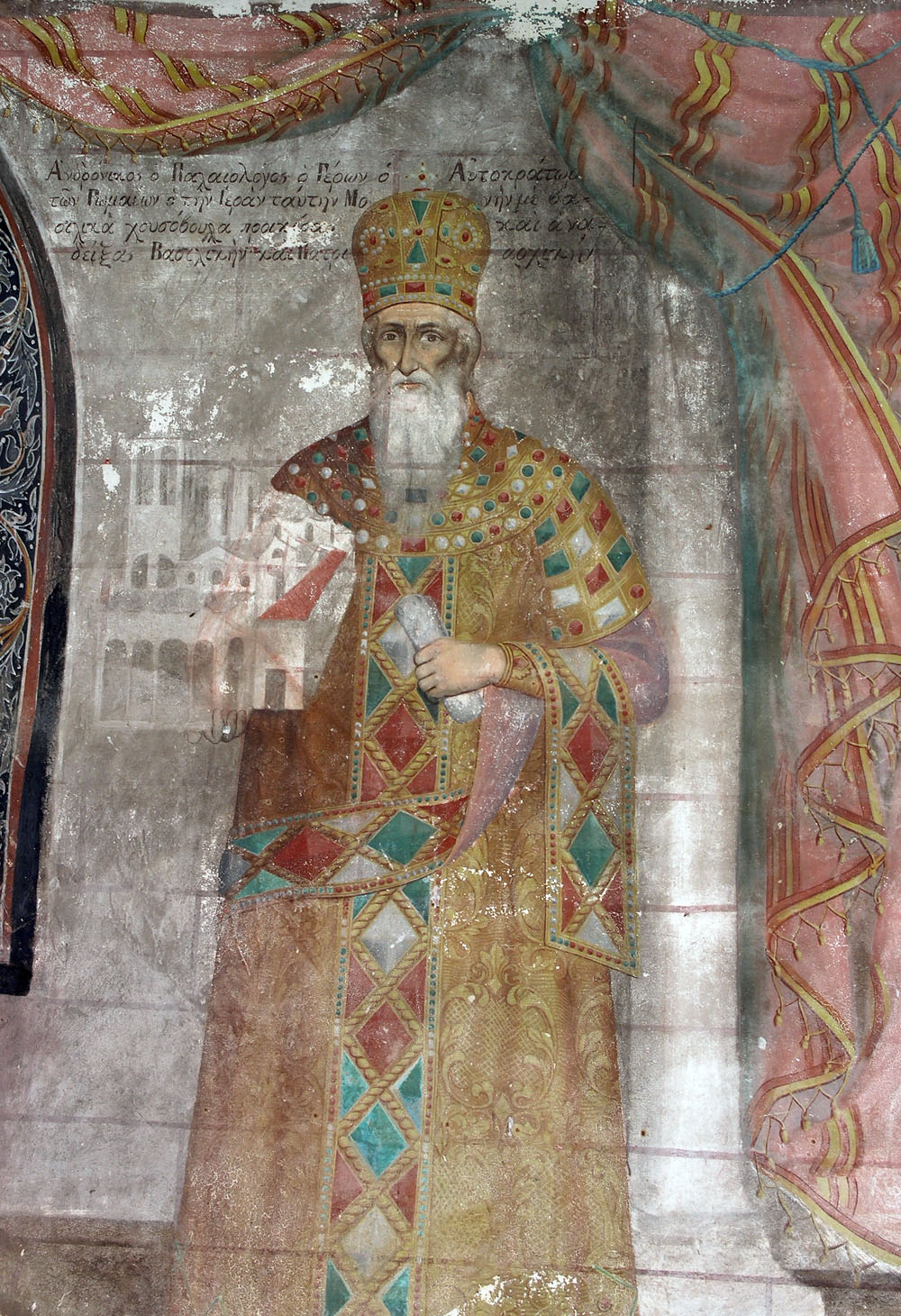
Fresco del emperador Andrónico II Paleólogo, quien estableció el metropolitanato de Lituania

Tras escapar del embate de las invasiones mongolas, el Gran Ducado de Lituania se expandió a las zonas vecinas, debilitadas por los conflictos internos y las depredaciones mongolas. Si bien estas expansiones solían realizarse a expensas de los principados eslavos de la antigua Rus de Kiev, en ocasiones eran voluntarias. Por ejemplo, los duques del Principado de Túrov comenzaron a cooperar cada vez más con el Gran Ducado de Lituannia y, a principios del siglo XIV, el principado se unió a él de forma pacífica. En 1320, la mayoría de los principados de la Rus occidental fueron vasallos o directamente anexionados por Lituania. Tras la Batalla del río Irpín en 1321 el gran duque Gediminas capturó Kiev y envió al exilio a Stanislav, el último de la dinastía Rúrikovich en gobernarla. Gediminas también restableció la capital permanente del gran ducado en Vilna, probablemente trasladándola desde la antigua Trakai en 1323. El Estado lituano continuó expandiendo su territorio bajo el reinado del gran duque Algirdas y su hermano Kęstutis, quienes gobernaron el estado en armonía.
En ese momento, la lealtad religiosa jugó un papel importante en la política. Aunque se adhirieron a la fe pagana lituana, los grandes duques Vitenis y Gediminas comprendieron la importancia política de controlar la Iglesia. Además, el metropolitano de Kiev y toda la Rus —Pedro de Moscú— trasladó la sede de su metropolitanato a Moscú. La falta de un obispo metropolitano para los habitantes del Gran Ducado de Lituania impidió el desarrollo de la idea de un solo estado lituano que estaba siendo promovida por la familia gobernante. Al mismo tiempo, los líderes religiosos en la Rus de Kiev se dieron cuenta de que la falta de un metropolitanato separado dejaría al estado lituano susceptible a la influencia de la Iglesia latina. En un intento por preservar la continua unidad cultural y religiosa de la Rus, los líderes ortodoxos se dieron cuenta de que en última instancia podrían empujar al pueblo a los brazos del papa de Roma. A mediados de la década de 1350 el alto clero de la Rus en Lituania acordó que un metropolitanato lituano separado era el menor de los males. La cuestión fue planteada en sus cartas al patriarcado de Constantinopla entre 1328 y 1347. En consecuencia, los grandes duques de Lituania pidieron al patriarca que estableciera una diócesis separada e independiente de Moscú.
El patriarca de Constantinopla prefería, en general, un metropolitanato unido de Kiev y toda la Rus, y se resistía a dividir su autoridad. Por lo tanto, siempre que era posible, los patriarcas unían los metropolitanatos del antiguo territorio de la Rus de Kiev. Sin embargo, para la década de 1440, justo antes de la caída de Constantinopla en manos otomanas, el Gran Ducado de Moscú había ganado la disputa y se había convertido en el nuevo centro espiritual de la tradición ortodoxa en Europa del Este.

### Presencia ortodoxa previa en el Gran Ducado de Lituania
Las iglesias del oeste del Gran Ducado de Lituania (desde Navahrudak, Grodno, Krevo y al norte hasta Vilkamir y Kaunas) estaban subordinadas a la eparquía de Pinsk y Túrov. En las tierras bálticas del Gran Ducado de Lituania (Vilna y Kaunas) ya existían numerosas parroquias ortodoxas en los siglos XIII y XIV: el monumento escrito en eslavo oriental de 1375, "Nombres de todas las ciudades de los rusos", enumera las ciudades de Lituania: Vilna, Merach, Medniki, Kernau, Maišagolė, Vilna, Staryja Trakai, Novyja Trakai, Kaunas, Punia y Peralai (estas se encuentran en el territorio de las regiones de Vilna y Kaunas), todas las cuales eran parroquias que enviaban tributos al metropolitano. Así, ya en el siglo XIV, en la parte báltica de Lituania existían numerosas parroquias ortodoxas organizadas. A principios del siglo XIV existían en Trakai las iglesias de San Nicolás el Taumaturgo y de la Ascensión.
Los documentos bizantinos del siglo XIV indican que antes de su transformación en metropolitanato, Lituania era un obispado: según la carta patriarcal, el "santísimo obispado de Lituania" antes de su transformación en metropolitanato "inicialmente" obedecía al metropolitano de Kiev, y "constituía una parte considerable de su diócesis".

### Metropolitano Teófilo (1317-1329)
El emperador bizantino Andrónico II Paleólogo fundó el metropolitanato, mientras que el patriarca Juan XIII de Constantinopla ordenó obispo metropolitano al prelado Teófilo, que era de origen ruso. Una lista conservada de sus propiedades muestra que Teófilo viajó extensamente por los principados rusos y presentó regalos costosos a gobernantes prominentes de la región, quizás como parte de una campaña para convertirse en el metropolitano de Kiev. No se dispone de información exacta sobre la fecha de su fundación. Actualmente se cree que fue en 1316 o 1317, ya que en ese año se registra la presencia del metropolitano Teófilo de Lituania en la reunión del Sínodo de Constantinopla.
Entre 1303 y 1347 existió un nuevo metropolitanato en la frontera sur de las tierras lituanas: el metropolitanato de Hálych. Esta sede metropolitana permaneció vacante durante largos períodos.
De 1317 a 1329 el gran duque Gediminas coqueteó con el catolicismo romano y escribió al papa Juan XXII. El papa respondió en 1324 y se intentó activamente atraer a Lituania al bando latino. Se enviaron emisarios a Vilna, pero a su llegada, la situación había cambiado. Gediminas afirmó que nunca había dicho en sus cartas que estuviera listo para ser bautizado y que sus escribas, los hermanos franciscanos Enrique y Bertoldo, aparentemente habían escrito cosas que él nunca les había contado. Los legados papales informaron al papa que los magnates de Samogitia amenazaron la vida del gran duque y su familia, y que también existían amenazas externas rusas si aceptaba el rito romano: «Es por esto que el rey renunció a la fe hasta el punto de no atreverse ya a pronunciar una palabra sobre el bautismo».
Tras la muerte de Pedro de Moscú en 1326, Teófilo y un candidato presentado por Moscú fueron rechazados por Constantinopla por ser demasiado políticos para el metropolitanato de Kiev. En lugar de ello, el patriarca nombró a una persona independiente, Teognosto, como nuevo metropolitano de Kiev y toda la Rus.

### Sede vacante (1329-1355)
Cuando Teófilo murió en 1329 (algunas fuentes dicen 1330), Teognosto logró restaurar la unidad en la Rus de Kiev al afirmar que había muy pocos cristianos en la Lituania pagana. La sede del metropolitanato quedó vacante. Mientras tanto, Teognosto tuvo autoridad sobre toda la Rus de Kiev y Lituania hasta su propia muerte el 11 de marzo de 1353. Luego durante dos años, la sede estuvo nuevamente vacante.

### Metropolitano Román (1355-1362)
Tras una guerra civil Algirdas fue reconocido como el nuevo gran duque de Lituania. Tras ampliar la extensión territorial del estado en el sur, se encontraba en una posición más sólida para defender la restauración del metropolitanato de Lituania. En 1360, depuso a Teodoro, el último príncipe de Kiev perteneciente a la etnia rus. En su lugar, colocó en el trono a su propio hijo, Vladímir Olgerdovich.
Tras la muerte de Teognosto en 1353, Algirdas no intentó inicialmente revitalizar el metropolitano de Lituania. En cambio, promovió a su propio candidato, Teodorito, a la sede de Kiev y toda la Rus. Al no obtener apoyo en el patriarcado ecuménico, se dirigió a la cismática Iglesia ortodoxa búlgara y allí recibió la ordenación. Estas acciones podrían indicar que Algirdas imaginaba una Iglesia autocéfala propia. En cualquier caso, el candidato predilecto de Teognosto, Alejo, fue consagrado metropolitano de Kiev y toda la Rus en 1354.
Algirdas cambió entonces su apoyo de Teodorito a Román. Román era un monje de Tver y pariente de Uliana, su esposa. Algirdas accedió a retirar su apoyo a Teodorito alegando que su ordenación no era canónica, con la condición de que Román también fuera nombrado metropolitano de toda la Rus. Algirdas incluso prometió convertirse a la ortodoxia a cambio de la ordenación de Román. En Constantinopla, el patriarca Calixto I fue depuesto y sucedido por el patriarca Filoteo I de Constantinopla (noviembre de 1353-1354).
En 1355, tras disputas diplomáticas, el restaurado patriarca Calixto I de Constantinopla, de acuerdo con Filoteo, unió el metropolitanato de Hálych con el metropolitanato de Lituania bajo el liderazgo del metropolitano Román. Calixto también confirmó que Alejo permanecía en posesión del «metropolitanato de Kiev y toda la Rus». Todas las eparquías del metropolitanato de Hálych fueron transferidas a la jurisdicción de un metropolitanato unificado, también conocida como el «metropolitanato de Lituania-Volinia».
Había ahora dos metropolitanos en tierras de la Rus de Kiev. Si bien Román logró el apoyo de algunos obispos, no logró el apoyo del obispo de Tver. Las autoridades eclesiásticas de Constantinopla no tomaron ninguna medida para delimitar los poderes de los dos metropolitanos; tampoco asignaron ninguna diócesis específica del antiguo metropolitanato de la Rus al nuevo metropolitanato de Lituania-Volinia. Como resultado, Román comenzó a afirmar que gobernaba no solo las diócesis de Lituania-Volinia, sino también las de todo el metropolitanato de la Rus. La lucha subsiguiente entre los dos metropolitanos continuó hasta la muerte de Román en 1362.
Ambos metropolitanos viajaron a Constantinopla para presentar sus apelaciones en persona. En 1356, sus casos fueron atendidos por un sínodo patriarcal. El Santo Sínodo confirmó a Alexis como metropolitano de Kiev, mientras que Román también fue confirmado en su sede de Novogorodek. En 1361 las dos sedes se dividieron formalmente. Poco después, en el invierno de 1361/1362, Román falleció. De 1362 a 1371 la sede vacante de Lituania-Hálych fue administrada por Alexis. Para entonces, el metropolitanato lituano estaba prácticamente disuelto.

### Desmantelamiento del metropolitanato
Tras la disolución de la sede de Román, el territorio de Lituania fue oficialmente rebajado al rango de obispado. Quedó bajo la jurisdicción del metropolitano de Kiev y toda la Rus. Si bien el clero superior de la Iglesia ortodoxa en Moscú afirmó que el territorio del Gran Ducado de Lituania estaba dentro de su ámbito canónico, hizo pocos esfuerzos por evangelizarlo. No se enviaron misioneros ortodoxos a trabajar entre los lituanos. La gente común se resistía a abrazar el cristianismo. Dado el apoyo al paganismo entre la nobleza, la familia real no estaba dispuesta a distanciarse de ellos aprobando la operación de misioneros ortodoxos en el estado. En cualquier caso, tras los estragos de la invasión mongola, gran parte del campo quedó despoblada y la propia Kiev quedó inhabitable durante un período considerable. Esto explica por qué la sede metropolitana se trasladó a Vladímir. Monjes y otros clérigos también se trasladaron al norte para escapar de las intrusiones de los señores mongoles. Ningún monasterio notable se ubicó en tierras controladas por los lituanos.
Algirdas interpretó la disolución como un insulto a sí mismo y al estado lituano. En 1371, intentó de nuevo erigir un metropolitanato lituano independiente. Escribió al patriarca condenando enérgicamente a Alexis por descuidar a su rebaño en las zonas lituanas. También acusó a Alexis de estar más interesado en la política que en la religión:

No teníamos metropolitanos como ésos en la época de nuestros antepasados. Él bendice a los moscovitas para que los maten, pero nunca viene a nosotros. Y a Kiev no viene... El metropolitano debería bendecir a los moscovitas para que nos ayuden mientras luchamos por ellos contra los alemanes. Lo invitamos, pero nunca viene. Dennos otro metropolitano para Kiev, Smolensk, Tver, la Pequeña Rusia, Novoselsk y Nizhni Nóvgorod.

Constantinopla respondió con una irónica referencia a que Algirdas era el rey de los "adoradores del fuego" (es decir, que seguía siendo pagano). Sin embargo, el argumento prosperó, y la intervención de Algirdas logró elevar al trono a su propio candidato, Cipriano.

### Metropolitanato temporal
El 2 de diciembre de 1375, en el Santo Concilio de Constantinopla, Filoteo, que había sido restaurado al patriarcado, ordenó a Cipriano como «metropolitano de Kiev, Rus y Lituania», pero con la condición de que después de la muerte del anciano metropolitano Alexis, se convertiría en el metropolitano de Kiev y toda la Rus y unificaría todo el metropolitanato bajo su autoridad.
El 12 de febrero de 1376, Alexis murió; según los términos del acuerdo con el patriarca, Cipriano tenía derecho a gobernar los asuntos religiosos de toda la Rus de Kiev. El 6 de junio de 1376, Cipriano llegó a su residencia en Kiev. Intentó, pero fracasó, obtener el reconocimiento de sus derechos en toda la diócesis metropolitana del gran duque de Moscú Dmitri Donskoi, Nóvgorod y Pskov. Sin embargo, en el mismo año, hubo un motín palaciego en Constantinopla en el que el poder fue usurpado por Andrónico IV. El nuevo emperador depuso al patriarca Filoteo e instaló a Macario en su lugar. Macario le aseguró a Dimitri de Moscú por escrito que negaba las reclamaciones de Cipriano a la Iglesia de la Gran Rus. También ofreció enviar al nominado del gran duque, Mitia, a Constantinopla para su consagración como metropolitano. Mitia, sin embargo, murió en 1379 a la vista de Constantinopla. Mitia estaba acompañado por Pimen. El patriarca sucesor, Nilo, pudo haber sido engañado por Pimen mediante cartas falsificadas para consagrarlo en su lugar en junio de 1380.
Como resultado, los derechos de Cipriano a un metropolitanato unificado fueron disputados por Pimen (1380-1382). Dmitri, al enterarse de la consagración de Pimen, juró airadamente no aceptarlo a su regreso. Así, el metropolitano de Pimen fue disputado desde el principio, y como resultado, logró poco. Los derechos de Cipriano también fueron disputados por Dionisio (1384-1385). Dionisio murió detenido en Kiev el 15 de octubre de 1385. Después de esto, Cipriano disfrutó del liderazgo indiscutible de la Iglesia en las tierras de la Rus y Lituania. Murió en 1406.

## Episcopologio

### Metropolitanos de Lituania
- Teófilo † (1317-1329 o 1330 falleció)
  - Sede vacante (1330-1355)
  - Teognosto † (1329 o 1330-11 de marzo de 1353 falleció) (administrador patriarcal, metropolitano de Kiev y toda la Rus)

### Metropolitano de las sedes unidas de Lituania y Hálych o metropolitanato de Lituania-Volinia
- Román † (1355-1361 nombrado metropolitano solo de Lituania)

### Metropolitano de Lituania
- Román † (1361-invierno de 1361/1362 falleció) 
  - Alexis (1362-1378) (administrador patriarcal, sede rebajada a eparquía en 1371)